# Piotr Kaczanowski

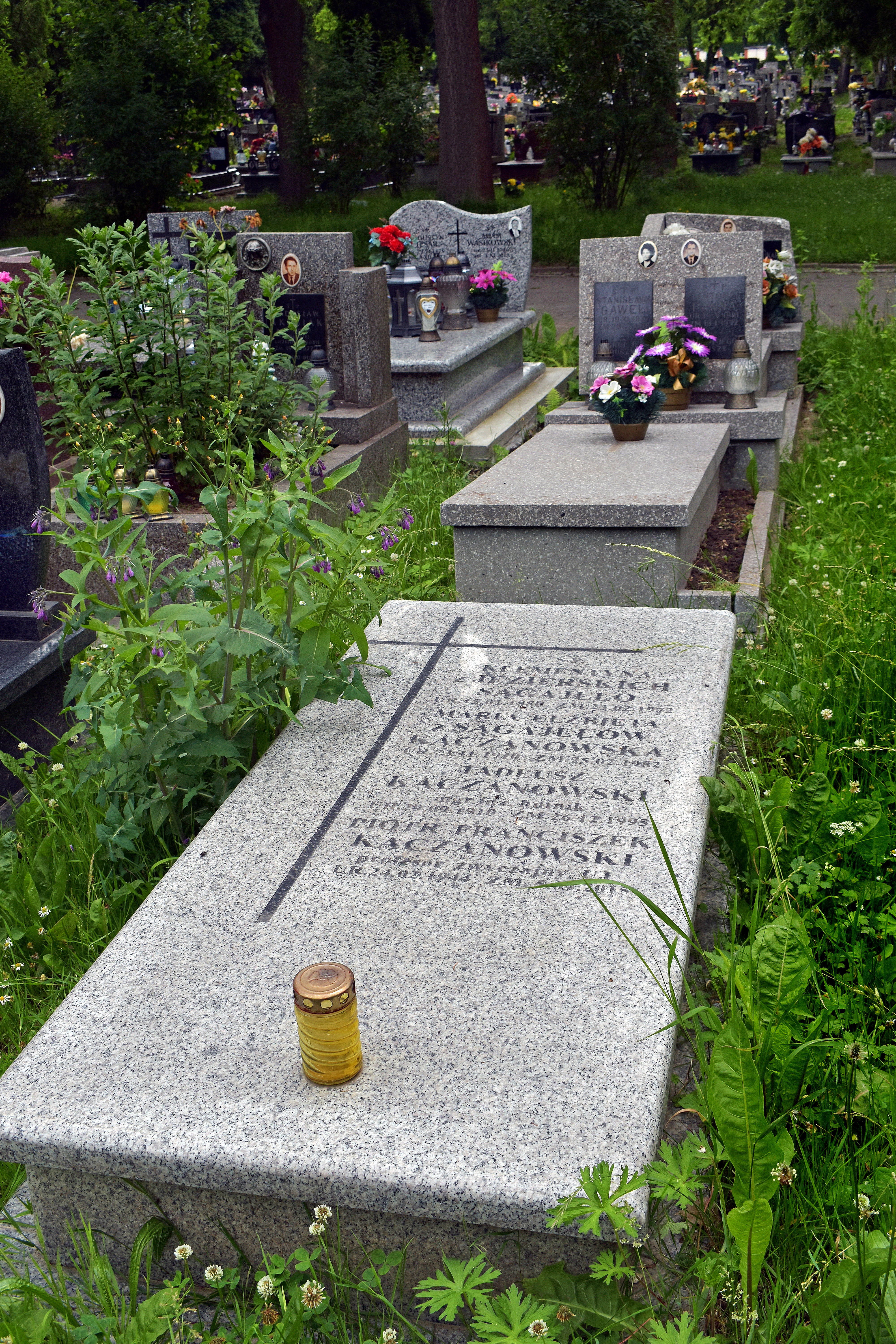
Grób Piotra Kaczanowskiego
Kraków, cmentarz Grębałów.

Piotr Franciszek Kaczanowski (ur. 24 lutego 1944 w Rzucowie, zm. 5 kwietnia 2015 w Krakowie) – polski archeolog, numizmatyk, prof. dr hab., dziekan Wydziału Historycznego UJ w latach 1999-2005. Był członkiem Komisji Edukacji RGSW, Komisji Ekonomicznej RGSW oraz Rady Głównej Szkolnictwa Wyższego.

## Życiorys
Był uczniem Kazimierza Godłowskiego. Studia ukończył w 1966, doktorat uzyskał w 1975. W roku 1993 habilitował się na Wydziale Historycznym UJ na podstawie rozprawy Importy broni rzymskiej na obszarze europejskiego Barbaricum. Specjalizacja archeologiczna: młodszy okres przedrzymski, okres wpływów rzymskich (kultura przeworska) oraz wczesne fazy okresu wędrówek ludów na obszarze środkowej i północnej Europy, w tym problematyka uzbrojenia ludności „barbarzyńskiej” części Europy. Prowadził m.in. specjalistyczne badania nad kryteriami wydzielenia importów rzymskich na podstawie wyników badań mineralogiczno-petrograficznych oraz metaloznawczych.
Prof. Kaczanowski był kierownikiem projektu badawczego poświęconego badaniom wykopaliskowym na wielokulturowej osadzie w Jakuszowicach, prowadził prace nad kompleksową monografią cmentarzyska kultury przeworskiej w Opatowie.
Współpracował m.in. z profesorami Januszem Krzysztofem Kozłowskim oraz Michałem Parczewskim. Był autorem ponad 100 publikacji naukowych. Za swoją pracę został odznaczony w 1989 Złotym Krzyżem Zasługi, w 1999 Medalem Komisji Edukacji Narodowej, a w 2014 Odznaką Honoris Gratia. 
Był współautorem pierwszego tomu Wielkiej Historii Polski.

## Wybrane publikacje
- Próba rekonstrukcji stosunków społecznych ludności terenu północno-wschodnich Niemiec w okresie wczesnorzymskim w świetle badań prowadzonych nad materiałami grobowymi, Prace Archeologiczne 10, 1968.
- Drochlin. Ciałopalne cmentarzysko kultury przeworskiej z okresu wpływów rzymskich, Kraków 1987.
- Importy broni rzymskiej na obszarze Europejskiego Barbaricum, Kraków 1992.
- Klasyfikacja grotów broni drzewcowej kultury przeworskiej z okresu rzymskiego, Kraków 1995.
- Wielka historia Polski t. 1, Najdawniejsze dzieje ziem polskich (do VII w.) (z J. K. Kozłowskim), Kraków 1998.
- Nowe znaleziska rzymskich mieczy z Barbaricum w świetle problemów konserwatorskich, [w:] Superiores barbari. Księga pamiątkowa ku czci Profesora Kazimierza Godłowskiego, red. R. Madyda-Legutko, T. Bochnak, Kraków 2000.
- Archeologia o początkach Słowian, red. Kaczanowski P., Parczewski M., Kraków 2001. ISBN 83-7188-892-9.
- Wielka Historia Świata t. 3, Europa barbarzyńska, Kraków 2005.
- Importy broni rzymskiej na obszarze europejskiego Barbaricum (rozprawa).
- Tabula Imperii Romani (artykuły).
- Sprawozdania. Badania ratownicze przeprowadzone na stanowisku wczesnośredniowiecznym w Prałkowcach; powiat Przemyśl.